# Coup d'État de 1930 en Argentine
Le coup d’État de 1930 en Argentine est le renversement du gouvernement légal par l’armée argentine et la confiscation du pouvoir exécutif au profit d'une junte militaire placée sous la direction du général José Félix Uriburu. La période dictatoriale civico-militaire dont ce coup d’État fut le prélude, et qui sera plus tard surnommée « Décennie infâme », se caractérisera par la pratique systématique de la fraude électorale, appelée « fraude patriotique », par la persécution des opposants politiques (principalement des membres de l’UCR), et par de nombreux cas de corruption qui scandaliseront l’opinion publique argentine.
Le coup de force eut lieu dans un contexte d’impopularité croissante du président Hipólito Yrigoyen, élu à l’automne 1928, flétri autant sur sa droite par les fractions conservatrices et par l’extrême droite (et leurs organes de presse), qui le taxaient de démagogie, que sur sa gauche, en raison de grèves ouvrières vigoureusement réprimées et de multiples interventions fédérales dans les provinces (c’est-à-dire de leur mise sous tutelle directe par le pouvoir central). De façon générale, le gouvernement « yrigoyéniste », incapable d’apporter une réponse efficace à la crise économique des années 1920 (il y avait plus de 300 mille chômeurs en Argentine), était devenu synonyme de corruption et la population semblait avoir perdu foi dans le régime démocratique.
Le coup d’État, qui fut préparé lors de réunions (à peine clandestines) de conspirateurs militaires et civils, avait pour chefs de file les généraux Uriburu et Justo (ce dernier anciennement membre du Parti radical). Le matin de l’événement, Uriburu réussit à réunir une colonne peu nombreuse, composée de militaires de la garnison de Campo de Mayo et de quelques cadets du Collège militaire de la nation, à laquelle vinrent se joindre quelques effectifs de la base d’El palomar, laquelle colonne, conduite par Juan Perón, fit mouvement vers la place de Mai et s’empara du palais du gouvernement. Yrigoyen fut contraint de démissionner et mis en détention.
Le gouvernement militaire à peine mis en place, avec Uriburu à sa tête, les premiers tiraillements apparurent entre, d’une part, la tendance, incarnée par Uriburu et formulée notamment par l’écrivain Leopoldo Lugones, prônant un État corporatiste, glorifiant la « hiérarchie », réservant un rôle fondamental aux forces armées et rêvant d’un chef d’État militaire charismatique, et, d’autre part, un secteur estimant que « le salut de la patrie » s’obtiendrait en limitant la participation populaire dans le gouvernement et en confiant la conduite de celui-ci à une élite idéologique « choisie et restreinte ». L’une comme l’autre tendance exprimait son hostilité au suffrage universel, même si la loi Sáenz Peña ne fut pas remise en cause.
Uriburu, qui aspirait à remplacer la Constitution et le système démocratique par un régime corporatiste, s’emploiera, dans les premiers mois de son gouvernement, à mettre en chantier un dispositif institutionnel en ce sens, qui lui permît d’instaurer un gouvernement inspiré du fascisme (italien et espagnol), régime dans lequel il voyait un exemple de paix et d’ordre. Le nouveau pouvoir adopta des mesures protectionnistes et de relance de l’industrie nationale, mais se signalera surtout par un usage systématique de la torture contre les opposants et par des mesures répressives à l’encontre des secteurs jugés les plus récalcitrants : dirigeants de la Fédération universitaire d'Argentine, radicaux « yrigoyénistes », communistes et anarchistes. Les syndicats et le Parti socialiste adoptèrent cependant une attitude passive, voire de complaisance, devant le coup d’État, la majorité de leurs membres ne percevant guère de différence entre le gouvernement radical d’Yrigoyen et celui des conservateurs. Néanmoins, la politique antisyndicale du nouveau gouvernement porta les syndicats, jusque-là dispersés, à hâter leur coalition en une grande confédération, la Confédération générale du travail de la République argentine.
S’étant avisé de ce que la plupart des forces politiques qui avaient appuyé le coup d’État se rejoignaient tous, nonobstant leur hétérogénéité, dans le rejet de son projet corporatiste et que, de surcroît, il manquait de soutien dans une fraction majoritaire des officiers des forces armées, Uriburu songea, pour sortir de l’impasse politique, à une issue électorale et s’enhardit à convoquer des élections provinciales échelonnées, dans la présupposition que les résultats seraient favorables à son groupe conservateur, et vaudraient en quelque sorte plébiscite lui permettant ensuite de mettre en œuvre la réforme constitutionnelle nécessaire à son projet corporatiste. Frustré dans son dessein par la victoire inopinée des radicaux de l’UCR à Buenos Aires en avril 1931, le gouvernement étendit le champ de la consultation électorale en organisant des élections générales, y compris présidentielles. Les radicaux, réorganisés, notamment sous la direction d’Alvear revenu d’exil, furent cependant interdits de participation au scrutin sous prétexte de violences et de stigmates d’« yrigoyénisme ». Justo qui, ancien membre de l’UCR, avait su prendre quelque distance d’avec le gouvernement, rassembla sur son nom les voix conservatrices et une partie des voix radicales et fut élu président le 8 novembre 1931 ; son parti nouvellement formé, l’alliance conservatrice Concordancia, d’idéologie libérale-conservatrice, deviendra le principal parti de gouvernement pour les douze années à venir.

## Antécédents

### Position politique des radicaux
Jusqu’à ce que la loi Sáenz Peña ne fût adoptée en 1912, l’Union civique radicale (UCR) en était réduit à recourir à des actions insurrectionnelles, telles que la Révolution de 1890 (dite révolution du Parc) et la Révolution radicale de 1905 (es), où les militants radicaux côtoyèrent des militaires de carrière, c’est-à-dire de jeunes officiers ayant passé par l’étape de l’école de cadets et formés dans une discipline d’obéissance à la prussienne. Ainsi, une partie de l’armée était-elle impliquée aux côtés d’insurgés civils dans la rébellion qui éclata le 4 février 1905, laquelle fut marquée par la capture du vice-président et fut en passe de triompher. Le radical Yrigoyen, aux yeux de qui les gouvernements du « régime » étaient illégitimes, rejetait le projet du gouvernement et de l’état-major visant une stricte professionnalisation de l’institution militaire ; pour lui en effet, le militaire était avant tout un citoyen ayant le devoir sacré d’« exercer le suprême recours de la protestation armée », ainsi que l’énonçait le manifeste du 4 février. En somme, les radicaux estimaient que les militaires devaient se soumettre aux civils, mais seulement à ceux qui défendaient, dans le gouvernement ou dans l’opposition, l’idéal démocratique.
Si, par suite de l’échec du coup d’État de 1905, nombre de militaires eurent leur carrière détruites, Yrigoyen continuera néanmoins de mettre sa confiance dans les forces armées, à telle enseigne qu’il convint avec le gouvernement de laisser à l’armée le soin d’établir les listes électorales, et qu’il demanda même au gouvernement que l’armée garantît l’élection du gouverneur de la province de Santa Fe en 1912.

### Élection d’Yrigoyen à la présidence
Le 12 octobre 1916, Yrigoyen accéda à la présidence de la Nation, mais l’opposition gouvernait 10 des 14 provinces et détenait la majorité au Sénat et à la Chambre des députés. Le manque d’audace et d’imagination politiques d’Yrigoyen, qualités nécessaires dans la période de grande effervescence sociale qu’il lui incomba de gérer, lui valut dans les classes nanties et dans de larges fractions de l’armée une reputation de démagogue favorable aux travailleurs.

## Contexte économique
Depuis la fin de la Première Guerre mondiale, la position hégémonique du Royaume-Uni dans l’économie mondiale était sur le déclin, en même temps que ce pays était peu à peu supplanté par les États-Unis en tant que centre économique et financier. Du point de vue argentin, les produits industriels américains étaient mieux adaptés à ses besoins, mais dans le même temps les États-Unis étaient un concurrent de l’Argentine pour la production agricole et tendaient en outre à renforcer leur politique protectionniste ― de sorte qu’en somme le Royaume-Uni était le principal client de l’Argentine pour ses exportations agricoles et la source des livres sterling qui, une fois converties, servaient à payer les importations de produits américains.
Les salaires réels étaient à la baisse depuis 1914 ; l’armistice avait provoqué sur le marché international une chute des prix des produits alimentaires que l’Argentine exportait ; le nombre et l’intensité des conflits sociaux s’accrurent au point que les nombres record de journées perdues pour cause de grève dans les années 1920 ne sera pas égalé dans les décennies ultérieures. Quoiqu’Yrigoyen maintînt en vigueur les lois répressives dites de résidence (es) et de sûreté sociale, voire fît appel en quelques occasions aux forces de police, à la marine et à l’armée pour combattre les grèves, il s’évertua d’autre part, davantage pas ses postures que par sa politique sociale, à renforcer, dans les fractions mécontentes de la bourgeoisie et dans les forces armées, son image de démagogue recherchant l’appui des classes « inférieures ».
Entre 1922 et 1927, l’Argentine connut une certaine embellie économique, qui cependant commença à s’inverser à partir de 1928. La diminution des exportations, la hausse des dépenses de l’État, la baisse des taux d’intérêt, la fuite des capitaux eurent un effet délétère sur la valeur de la monnaie nationale contraignant Yrigoyen à interrompre en 1929 la convertibilité du peso argentin. Cette mesure signifiait que l’État argentin n’était plus obligé d’échanger les pesos contre l’or qui lui servait de couverture. Une mission commerciale britannique, arrivée en Argentine à l’invitation du gouvernement argentin, parvint avec ce dernier à un accord préfigurant le futur pacte Roca-Runciman de 1933 : l’Argentine s’engageait à se pourvoir pendant deux ans auprès du Royaume-Uni en équipements et fournitures pour les chemins de fer de l’État, en contrepartie de quoi le Royaume-Uni s’engageait à poursuivre ses achats habituels de viandes argentines.

## Idéologie radicale et dérive autoritaire
L’Union civique radicale professait une sorte de « religion civique » et aimait à s’identifier elle-même à une « cause » providentielle et messianique, qui s’opposait à l’« oligarchie » ayant gouverné jusque-là. Elle s’érigea en représentante du « peuple » ou de la « nation », d’un ensemble de citoyens aux contours imprécis, en s’appuyant sur la foi, enracinée dans de larges secteurs de la population, en l’application ― réelle ou imaginaire ― des principes de mobilité sociale et en les possibilités du progrès individuel. Yrigoyen, qui avait su lors de la campagne électorale de 1928 éveiller de fortes attentes quant à ses capacités de réalisation, était l’expression suprême de cette « religion civique ».
Les gouvernements radicaux d’Yrigoyen et d’Alvear furent, avec celui d’Urquiza, ceux qui, jusqu’en 1930, avaient mis en œuvre le plus souvent la procédure de l’intervention fédérale (à 19 reprises). Toutes les provinces ― à l’exception de Santa Fe ― eurent à subir une telle intervention une fois au moins (quelques-unes même jusqu’à trois fois) sous le premier gouvernement d’Yrigoyen, ce qui, remarque Waldo Ansaldi, « ne peut apparaître que comme un paradoxe : la principale force motrice de la démocratisation politique fit appel à une pratique institutionnelle qui, de fait, fermait la possibilité d’affirmer et d’approfondir la démocratie… De surcroît, lorsque le radicalisme prit le contrôle du Parlement, essentiellement la Chambre des députés, il n’hésita pas à appliquer la ‘tyrannie du nombre’ pour rejeter les accréditations de législateurs représentant l’opposition et alla jusqu’à procéder à des excisions dans le tronc des partis, comme dans les cas des élus de Mendoza (lencinisme) et de San Juan (cantonisme).

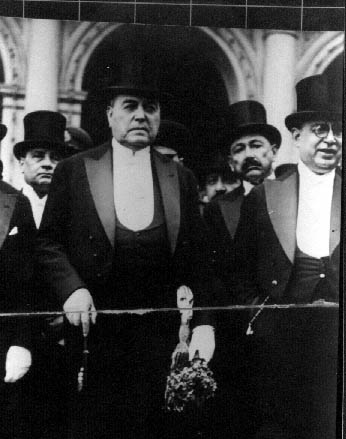
Yrigoyen lors de sa deuxième accession à la présidence de la république en 1928.

## Seconde présidence d’Yrigoyen
L’UCR obtint 61,68 % des voix aux élections présidentielles d’avril 1928. Les collèges électoraux réunis dans la foulée, le 12 juin 1928, élurent Hipólito Yrigoyen comme président de la Nation et Francisco Beiró comme vice-président, mais le décès de celui-ci, survenu le 22 juillet de cette même année, créa une situation institutionnelle inédite, obligeant les collèges à se réunir une nouvelle fois le 6 août, pour désigner à la vice-présidence Enrique Martínez (es), qui était entré en fonction comme gouverneur de la province de Córdoba le 17 mai 1928, et qui en conséquence dut démissionner de ce gouvernorat. Le 12 août enfin, l’assemblée législative proclama les résultats, qui s’établirent comme suit : 245 électeurs pour Yrigoyen, 71 pour Melo, 3 pour Matienzo (es) et 57 votes blancs ou nuls.
Les premiers stades de la crise économique qui devait déboucher sur le krach de 1929 ne laissèrent pas d’affecter aussi l’économie argentine, en provoquant une hausse de l’inflation, une baisse du pouvoir d’achat des salariés et une compression de la dépense publique, et bien qu’il n’y eût pas une situation de conflit social intense comme sous le premier mandat d’Yrigoyen, l’adhésion au président accusa une nette chute. Sur la scène politique, où tant le pouvoir en place que l’opposition tendaient à construire des identités totalisantes et à délégitimer l’adversaire, la crise eut pour effet d’accroître encore la tension.
Entre 1928 et 1930, le gouvernement mit tout en œuvre pour obtenir davantage de places de sénateur, recourant à différents moyens, y compris à de discutables interventions fédérales dans les provinces de Corrientes, Mendoza, San Juan et Santa Fe. Un climat de violence se développa dans tout le pays, commençant par des proclamations, telle celle de l’antipersonnalisme d’Entre Ríos, qui appelait à la venue d’un nouvel Urquiza capable de renverser le tyran Rosas, et poursuivit son action par des manifestations dans les rues, voire par des actes plus graves comme l’assassinat de Carlos Washington Lencinas (es) en décembre 1929 ― que les lencinistes imputèrent à Yrigoyen ― ou l’attentat avorté contre le président que, nonobstant qu’il fût exécuté par un militant anarchiste solitaire, l’opposition attribuera au personnalisme. Pendant les élections législatives nationales de mars 1930, il y eut, aussi bien lors de la campagne électorale que pendant le scrutin, des affrontements armés avec mort d’homme, des pressions policières et des manœuvres frauduleuses. Dans les provinces de San Juan et de Mendoza, les interventeurs fédéraux œuvraient ouvertement à obtenir des résultats favorables au pouvoir en place ; dans la province de Córdoba, la police mit en détention des procureurs de l’opposition ; et enfin, la présence d’urnes ouvertes fut dénoncée. Si l’UCR dans son ensemble réalisa une assez bonne performance lors de ce scrutin, cependant le fait que dans la ville de Buenos Aires le Parti socialiste indépendant remporta la victoire, que le Parti socialiste s’empara de la deuxième place et que les radicaux ne sortirent que troisième, eut une grande résonance.
Pendant les séances préparatoires de la Chambre des députés, l’UCR valida les mandats électoraux de ceux qui avaient été élus par une minorité dans les provinces de Mendoza et de San Juan, ce qui provoqua un débat politique que occupa la quasi-totalité de cette année législative, et en raison de quoi le pouvoir exécutif ne put convoquer de séances ordinaires qu’à partir d’août.
Au lendemain de l’élection, Yrigoyen avait des partisans à la plupart des postes de gouverneur de province et une majorité à la Chambre des députés. Le sénat, où l’opposition était majoritaire, devint un obstacle clef aux mesures proposées par un pouvoir exécutif qui ne put ou ne sut trouver les moyens d’enrayer le déclin économique et se borna d’en rejeter la faute sur l’opposition.

## Crise intérieure
La détérioration de la santé du président eut l’effet d’amener au jour et d’attiser les disputes à peine dissimulées entre ses collaborateurs proches, qui se battaient autour de son héritage politique. En même temps que venaient à être connues du public les activités conspiratives de civils et militaires qui sans nullement se dissimuler tenaient des réunions, p.ex. au siège du journal Crítica (es) ou au domicile du général José Félix Uriburu, deux tendances se dessinaient au sein du cabinet ministériel : celle représentée par le ministre de la Guerre, le général Luis Dellepiane, partisan d’utiliser les moyens de l’État, en ce compris la force, pour déjouer la conspiration, et l’autre tendance, incarnée notamment par le vice-président Enrique Martínez (es), le ministre de l’Intérieur Elpidio González (es) et le ministre des Relations extérieures Horacio Oyhanarte (es), qui accordait moins d’importance à ces faits et jugeait préférable de ne pas exaspérer les esprits. Yrigoyen, malade et reclus dans son logis, fut amené à choisir cette deuxième option, et le 3 septembre fut rendue publique la démission de Dellepiane, survenue après que le ministre González eut annulé l’ordre d’arrestation émis par lui à l’encontre de plusieurs présumés conspirateurs.

## La conspiration
Sous la première présidence d’Yrigoyen, les forces politiques conservatrices n’étaient pas parvenues à construire un parti apte à lutter dans l’arène électorale. Alors qu’ils pensaient pouvoir, après la présidence de Marcelo Torcuato de Alvear, empêcher le retour d’Yrigoyen en encourageant des dissidences au sein même de l’Union civique radicale, l’élection de 1928, remportée par Yrigoyen, les persuada de la nécessité de tenter l’accession au pouvoir par d’autres moyens. Agustín Pedro Justo, ministre de la Guerre sous Alvear, et les chefs militaires qui lui étaient dévoués se mirent à conspirer, en guettant la débâcle du gouvernement. Au milieu de 1930, Justo prit contact, par le truchement d’intermédiaires, avec l’ancien député conservateur, le général José Félix Uriburu, et avec un groupe de jeunes gens fascinés par Mussolini, qui étaient également occupés à conspirer. L’objectif de ces deux mouvances était différent, Justo se proposant en effet d’évincer Yrigoyen et d’arriver à la présidence avec le soutien d’un front unissant des radicaux antipersonnalistes, des conservateurs et des socialistes indépendants, tandis qu’Uriburu ambitionnait de réformer la constitution pour instaurer un État corporatiste, avec suffrage qualifié et système de gouvernement hiérarchisé et autoritaire ; pourtant, Justo s’accommoda de l’utopie d’Uriburu, connaissant son peu d’habileté politique, et obtint que la proclamation qui suivit le coup d’État fût amendée pour ne pas effaroucher le public par ses rêves fascistes.
Fin août, la révolution en gestation était ouvertement discutée. Le juriste Alfredo Colmo (es) et le politicien socialiste Nicolás Repetto lancèrent en vain des appels au bon sens, et il ne s’en fallait que d’une étincelle pour que le stade pré-révolutionnaire fût dépassé.
Le 29 août 1930, par une campagne d’affiches sur les murs de Buenos Aires, la Ligue patriotique argentine exigea la démission d’Yrigoyen. Le lendemain, d’autres affiches, portant cette fois la signature de la « Jeunesse universitaire », réclamaient des explications de la part du président à propos de supposées « alarmantes activités guerrières ». Le 3 septembre, après qu’on eut appris la démission de Dellepiane, il y eut quelques manifestations estudiantines sans beaucoup de participants, et le journal Crítica titra sur toute la largeur de sa une : « La situation du pays est une bombe qui ne tardera pas à exploser ». Le 4 septembre, lors d’une nouvelle vague de manifestations, il y eut devant la Casa Rosada une fusillade, où un jeune laissa la vie, lequel, bien qu’il fût un employé de banque radical, sera converti, dans la bouche des adversaires du gouvernement, en « l’étudiant assassiné », soit en ce martyr dont ils s’autoriseront ensuite pour parler de « sang versé ».
Le 5 août, Yrigoyen, atteint d’une grippe, délégua la présidence au vice-président Martínez, qui suspendit les élections dans les provinces de Mendoza et de San Juan. Le même jour, le bras droit du général Justo, le colonel Bartolomé Descalzo (es), se réunit avec Uriburu pour coordonner l’action des civils avec celle des militaires ; ce dernier accepta l’idée que des civils se précipitent dans les casernes pour tenter de persuader les militaires de se rallier à la révolution.

## La presse hostile à Yrigoyen
Le journal Crítica (es), s’il était très critique à l’égard d’Yrigoyen et appuya le coup d’État qui le renversa, commença cependant à se distancer des secteurs militaires à partir de 1931 et restera interdit de publication tout au long des deux années suivantes.
La Nueva República, qui avait pour sous-titre Organe du nationalisme argentin, était un périodique de tendance nationaliste qui parut en Argentine du 1er décembre 1927 au 5 mars 1929, et du 18 juin 1930 au 10 novembre 1931. Il avait pour modèle L'Action française, journal de combat à caractère polémique publié en France. Le directeur en était Rodolfo Irazusta, cousin d’Uriburu. Le journal s’acharnait à dénoncer la profonde crise d’ordre spirituel que traverserait la société argentine et dont l’origine résiderait dans les idéologies surgies depuis la Révolution française et diffusées dans le pays au cours des décennies antérieures, en particulier parmi les classes dirigeantes et à l’université, entraînant une méconnaissance des « hiérarchies ». Le suffrage universel y était attaqué, de même que la loi 1420 (relative à l’instruction publique, votée en 1880), la Réforme universitaire et les partis progressistes, et on y aspirait à organiser la « contre-révolution » et à restaurer « l’Ordre ». Ses modèles politiques de dilection étaient l’Espagne du général Primo de Rivera et l’Italie de Benito Mussolini,.
Les périodiques La Mañana (es) (1911-1919) et son continuateur La Fronda (es), tous deux fondés par Francisco Uriburu (fils), autre cousin du général Uriburu, étaient, à partir d’une position conservatrice, de fermes défenseurs de la loi Sáenz Peña. Leurs rédacteurs soulignaient la nécessité qu’existent des partis politiques stables et permanents, de portée nationale, avec des programmes reflétant leurs postulats idéologiques et présentant des jugements concrets, c’est-à-dire des partis programmatiques ― connus alors sous le terme de « partis d’idées » ou de «partis organiques » ― appelés à substituer à la politique pratiquée par les cercles de notables et contaminée de personnalisme et de caudillisme un ensemble de mécanismes internes démocratiques de délibération et de décision,,.
L’yrigoyénisme était fustigé par Francisco Uriburu non seulement pour son absence de plate-forme électorale, mais aussi pour l’exploitation qu’il ferait des pulsions émotionnelles et irrationnelles des électeurs et pour son ambition à fonder une « religion civique » autour du caudillo charismatique placé à la tête du parti ; en réalité, cette indétermination programmatique était pour Yrigoyen l’essence même de son mouvement, vu qu’il identifiait l’Union civique radicale avec la nation elle-même, et qu’une plate-forme précise eût impliqué de pencher vers tel intérêt particulier au détriment de l’intérêt national. La victoire d’Yrigoyen en 1916 n’entama pas la foi de Francisco Uriburu en la perfectibilité du système démocratique moyennant l’éducation politique du peuple électeur par les soins des « partis d’idées » et la pratique continuée du suffrage,,.
Le scrutin de 1928 marqua le début d’un profond changement dans l’orientation idéologique de La Fronda, qui se traduira dans ses colonnes à partir de l’année suivante, lorsque le journal proclamera que pour l’opposition « la voie des urnes a été fermée pour toujours ». Depuis lors, le journal cessa de prôner le système démocratique fondé sur le suffrage universel, et renonça à sa conviction que, au-dedans du régime en vigueur, il y eût des mesures ― telles que la création d’un parti représentatif de la droite, ou même la mise à l’écart d’Yrigoyen de la présidence ― propres à résoudre le problème politique, parce qu’il ne percevait désormais plus dans ce régime qu’une « machine de corruption créée par lui durant de longues années d’action démagogique », que donc seul un changement de régime pouvait éliminer. Ce virage, par lequel le journal allait évoluer de plus en plus vers des positions d’extrême droite, apparaît lié à l’accueil fait par le journal aux idées contre-révolutionnaires et plus spécialement à l’idéologie maurrassienne. Aussi apporta-t-il son plein appui au coup d’État du 6 septembre 1930, qui, emmené par le général José Félix Uriburu, renversa le gouvernement d’Yrigoyen.
La revue Criterio, publication argentine dirigée par l’avocat, homme politique et journaliste Atilio Dell'Oro Maini (es) et dont la première livraison parut le 8 mars 1928, suivit dans ses premières années une orientation nationaliste et catholique ainsi que d’opposition au libéralisme et au communisme. À la revue contribuaient Tomás D. Casares (es), César Pico, Ernesto Palacio, Manuel Gálvez (es), Julio Irazusta, Julio Meinvielle et J. A. Atwell de Veyga, entre autres figures du nationalisme argentin, et quoique ses pages fussent élogieuses à l’égard de La Nueva República eu égard à « son nationalisme » et à son apport à « la transformation de l’atmosphère libérale-démocratique qui nous entoure », les commentaires politiques étaient plus modérés que ceux des autres publications.

## Les militaires conspirateurs

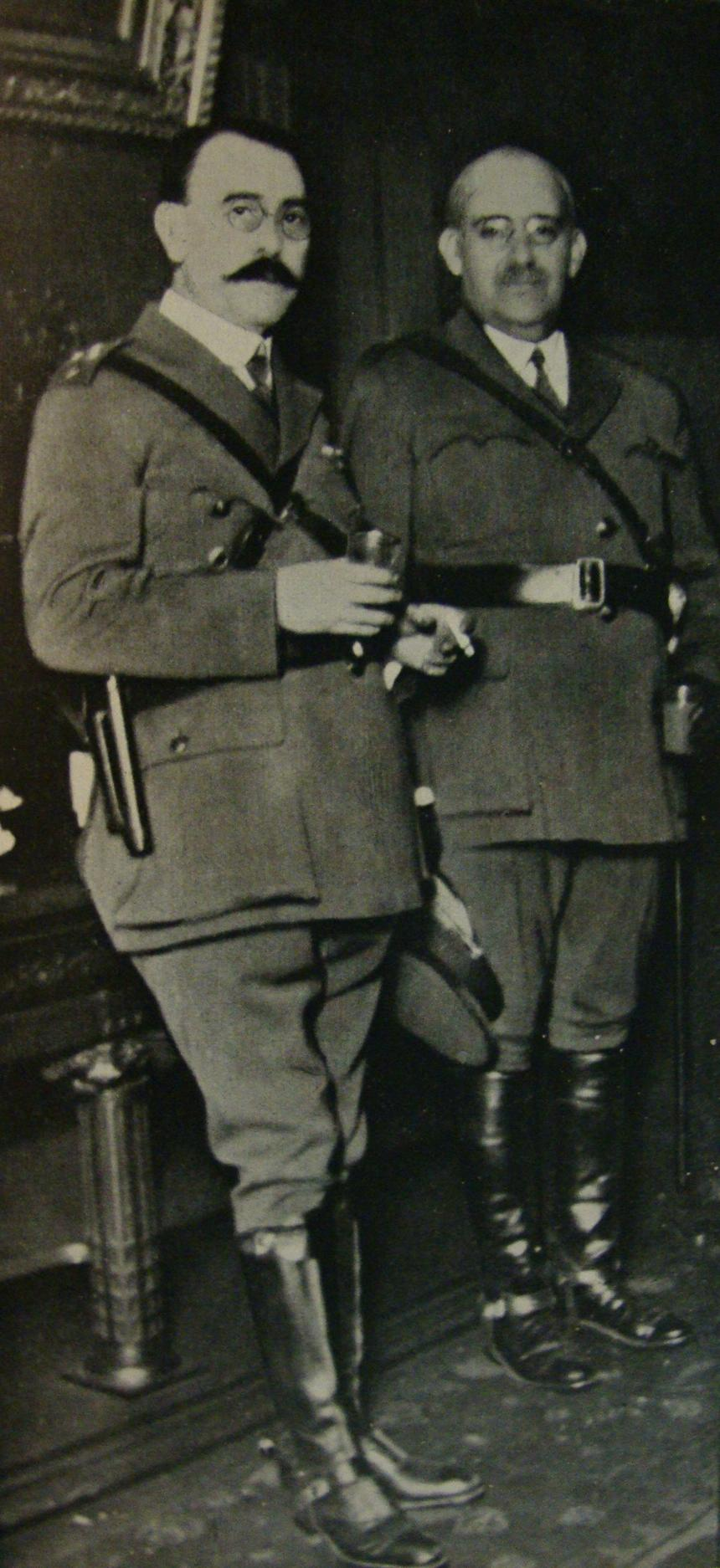
José Félix Uriburu (à gauche) et Agustín Pedro Justo, principaux protagonistes du coup d’État.

### José Félix Uriburu
Issu d’une famille de haut rang social et économique, José Félix Uriburu (1868-1932) s’engagea dans la carrière militaire en s’inscrivant en 1885 comme cadet au Collège militaire de la nation, dans la banlieue de Buenos Aires. Porteur alors du grade de sous-lieutenant, il fut l’un des chefs de la Loge des 33 officiers qui participa à l’organisation de la révolution du Parc en 1890. En 1907, il fut nommé directeur de l’École supérieure de guerre, puis, à l’issue d’un séjour d’études de trois années en Allemagne, monta au grade de général de division. En 1922, il sera désigné inspecteur général de l’armée par le président Marcelo T. de Alvear et à partir de 1926 siégera au Conseil suprême de guerre jusqu’à ce qu’Yrigoyen le mît à la retraite après atteinte de la limite d’âge réglementaire.

### Agustín Pedro Justo
Agustín Pedro Justo (1876-1943), fils d’un ancien gouverneur de la province de Corrientes, débuta son parcours de militaire à l’âge de 11 ans en entrant au Collège militaire de la nation. Lors de la révolution du Parc, il rejoignit, encore cadet, la colonne des insurgés et fut arrêté. Une fois amnistié, il reprit le fil de sa carrière tout en poursuivant parallèlement des études d’ingénieur civil à l’université de Buenos Aires. Il exerça comme professeur dans différents instituts militaires, et devint en 1915 pour une période de 7 ans directeur du Collège militaire, auquel titre il élargit l’enseignement dispensé par cet établissement et renforça la formation de son corps enseignant.
Penchant idéologiquement pour le radicalisme antipersonnaliste, qui s’opposait à la fraction d’Hipólito Yrigoyen, il entretenait une bonne relation avec le président Alvear, et fut nommé par lui en 1922, doté alors du grade de colonel, au poste de ministre de la Guerre ; en cette qualité, il travailla à faire augmenter le budget de la défense ― entre 1922 et 1927, le budget militaire fera plus que doubler ―, afin d’acquérir des équipements et d’améliorer les infrastructures de l’armée, et s’attacha à réorganiser la structure des forces armées. Il demanda au ministre de l’Intérieur de restreindre l’envoi de militaires en cas d’intervention fédérale dans les provinces et fut à l’initiative de deux décrets faisant interdiction aux militaires d’intervenir en politique. Sous son ministère, le gouvernement entreprit une modernisation de l’armement et mit en place une vigoureuse politique industrialiste répondant en particulier au souci qu’avaient les militaires de se libérer de la dépendance de l’étranger quant aux approvisionnements jugés par eux vitaux pour la défense nationale. Justo fut promu général de brigade en 1923 et général de division en 1927.

## Opérations militaires rebelles

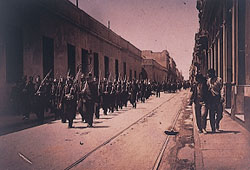
Militaires marchant dans les rues de Buenos Aires lors du coup d’État, le 6 septembre 1930.

Dans la matinée du 6 septembre 1930, un groupe d’une cinquantaine de civils, parmi lesquels figuraient des députés conservateurs et des dirigeants du Parti socialiste indépendant, se rendit au camp militaire Campo de Mayo, la plus grande garnison militaire du pays, pour exhorter les militaires à sortir dans la rue. Ce fut en vain cependant, car le chef de l’École d’infanterie, le colonel Álvarez, commandant du camp, se déclara légaliste, et seul un escadron de cavalerie quitta subrepticement le camp pour marcher sur Buenos Aires. Dans la capitale, la 1re division de l’armée de terre demeura loyale au gouvernement, de même que la police, tandis que la marine préféra rester dans l’expectative.
Uriburu se rendit alors au Collège militaire de la nation, dont le directeur, le colonel Reynols, n’était au courant du mouvement militaire que depuis la veille, et réussit vers le milieu de la matinée à former une colonne constituée d’effectifs peu nombreux et de quelques centaines de cadets, à la tête de laquelle il marcha sur Buenos Aires. Juan José Valle et José María Sosa Molina figuraient parmi les lieutenants qui avaient accepté d’enthousiasme d’apporter leur concours au coup d’État ; Federico Toranzo Montero (es) était l’un des cadets qui, à l’inverse, refusèrent de s’y rallier. Au cours de la marche vers la capitale, vint encore se joindre à ce groupe un détachement de l’École de transmission de la base d’El Palomar, avec quelque 800 hommes de troupe et des civils armés. Les meneurs rebelles de la base aérienne d’El Palomar étaient les capitaines Pedro Castex Lainfor (es) et Claudio Rosales. L’agent de liaison entre la base et le lieutenant-général José Félix Uriburu sera le premier-lieutenant Edmundo Sustaita (es).
À partir de 7h.40, quelques avions basés à El Palomar survolèrent Buenos Aires et larguèrent des feuilles volantes appelant à l’insurrection. La colonne put traverser la ville sans rencontrer de résistance, abstraction faite d’une fusillade près de la Plaza del Congreso, lors de laquelle périrent deux cadets, et atteignit la Casa Rosada. Yrigoyen, toujours malade, fut transporté à La Plata, où il signa sa démission. Ayant brandi la menace de pilonner l’Arsenal et le département de Police, siège de la Police fédérale (es), Uriburu obtint que le vice-président Martínez signât également sa démission, après quoi les nouveaux gouvernants s’installèrent à la Casa Rosada.

## Attitude du gouvernement légal
Le vice-président Martínez (es) et le ministre de l’Intérieur González ne surent, ni ne voulurent, défendre le gouvernement, et certains dénonceront même une attitude complice avec les putschistes. Le secrétaire du Conseil de délibération (=conseil municipal de Buenos Aires), Atilio Larco, relatera que le ministre de la Marine, le contre-amiral Zurueta, avait sollicité Yrigoyen d’affecter quelques agents d’investigation à la surveillance de personnes suspectes ; le président accéda à cette demande et l’officier ordonna alors de surveiller le vice-président, les ministres de l’Intérieur et de la Justice, et le chef de la police.
Il est possible qu’il y eût, au sein des forces militaires loyalistes, des personnes croyant qu’il ne s’agissait que d’obtenir la démission d’Yrigoyen ; l’attitude du vice-président Martínez s’accorde avec cette thèse, vu qu’il avait commencé le 5 septembre à remanier le cabinet, opération annulée ensuite par le coup d’État. Le général Severo Toranzo, inspecteur général de l’armée, affirmera que lorsque la colonne avançait vers la capitale, il ne fut pas en mesure de mobiliser les troupes stationnées dans la ville parce que Martínez refusa de le nommer commandant en chef de la défense.
Le soir du 6 septembre 1930, les généraux loyalistes Toranzo, Enrique Mosconi, Adalid et Martínez conseillèrent à Elpidio González d’envoyer l’un d’eux faire part au vice-président que les forces des casernes de Campo de Mayo, de Liniers, de l’Arsenal et de l’intérieur du pays attendaient des ordres, et lui demander si sa démission était authentique et spontanée ou obtenue par la force. Au général Mosconi, choisi pour cette mission, le docteur Martínez répondit que sa démission était spontanée et définitive, qu’il ne voulait pas d’effusion de sang, puis le pria de rentrer à son domicile.

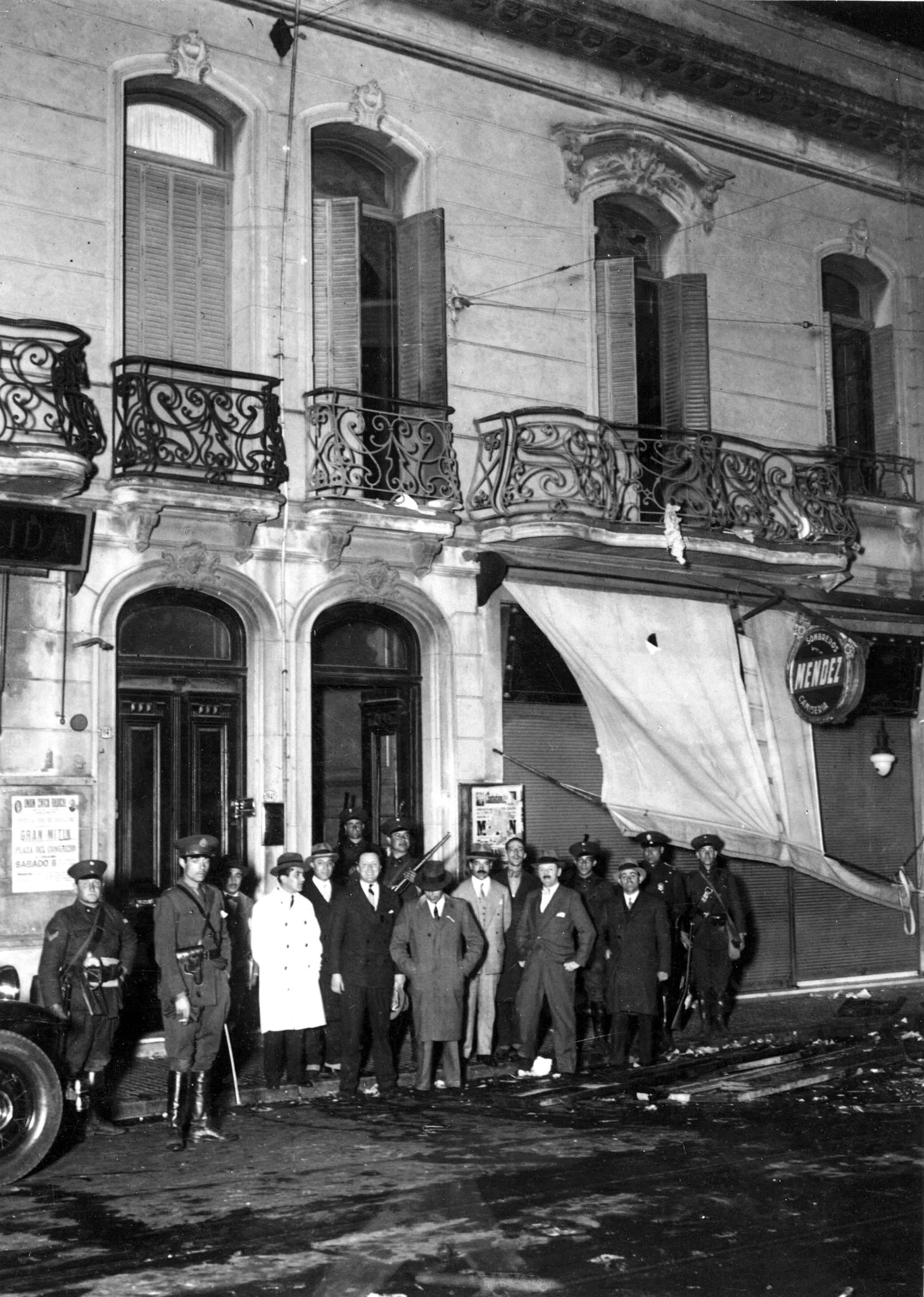
Policiers surveillant le domicile privé du président déposé Yrigoyen, auparavant saccagé par des manifestants.

### Le récit de Juan Perón
Juan Perón relate en détail sa participation au coup d’État du 6 septembre 1930 dans son livre Tres revoluciones militares. Il y raconte qu’en juin 1930, il fut contacté par le major Ángel Solari, un « vieil et cher ami », qui lui déclara sans ambages : « Le général Uriburu envisage d’organiser un mouvement armé » ; il demanda ensuite à Perón s’il était de connivence avec quelqu’un, et devant la négative, lui dit : « Alors nous comptons sur toi », ce à quoi Perón répliqua : « Oui, mais il est nécessaire de savoir d’abord ce qu’ils proposent » (ibid., p. 11). Ce même soir, Perón, invité par Solari, assista à une réunion où étaient présents le général Uriburu, son fils et d’autres officiers. Uriburu « parla de questions relatives à un mouvement armé, qui devait être judicieusement préparé », ce à quoi tous acquiescèrent (ibid.). L’on discuta aussi de la façon de recruter des adhérents et de les inscrire. Quand, toujours au cours de cette même réunion, Perón proposa de « commencer le travail définitif d’organisation et de préparation du mouvement », il s’entendit répondre que cela ne pouvait pas se faire encore, attendu qu’il y avait d’autres groupes qui « s’ils penchent, comme nous, pour renverser le gouvernement, avaient d’autres idées quant aux finalités ultérieures » (ibid., p. 14).
Perón indique que « depuis ce moment, je tentai de m’ériger, au sein de ce groupement, en celui qui se chargerait de l’unir avec les autres [groupements] qui pourraient exister, et m’efforçai par tous les moyens d’éviter que, pour des intérêts personnels ou pour des divergences dans le choix des moyens, la révolution ne s’écartât du 'principe de la masse' si élémentairement indispensable si l’on voulait mener celle-ci à bon terme » (ibid., p. 15).
Les jours suivants, Perón continua d’entreprendre des démarches pour faire adhérer des officiers au projet, et le 3 juillet, le lieutenant-colonel Álvaro Alsogaray lui communiqua qu’il avait été désigné pour faire partie de la section « Opérations » de l’état-major révolutionnaire (EMR), dont Alsogaray était le chef. Cependant, dans les semaines qui suivirent, selon ce qu’en écrit Perón, il se mit à avoir de sérieux doutes sur la capacité de ceux qui dirigeaient l’EMR, et le 3 septembre, il fit part à Alsogaray que pour cette raison il quittait le mouvement, tout en s’engageant à collaborer avec celui-ci quand la révolution se produirait (ibid. p. 61-63).
Le lendemain, à l’initiative du lieutenant-colonel Bartolomé Descalzo (es), les cinq officiers ― dont Perón ― ayant participé à la conspiration, tinrent une réunion et s’accordèrent pour estimer que « le pire qui puisse se faire serait d’introniser une dictature militaire que serait combattue absolument par la nation tout entière » (ibid., p. 65). Dès lors, et compte tenu qu’ils ne disposaient pas d’un appui militaire suffisant pour lancer le coup d’État, « l’unique salut était le peuple et plus particulièrement les étudiants, ainsi qu’également la Legión de Mayo », de sorte que l’on résolut de se mettre au travail sans tarder pour trouver des soutiens chez les officiers ; en outre, un programme de gouvernement, rédigé par le lieutenant-colonel Sarobe, fut approuvé.
La veille du coup d’État, Perón fut désigné aide de camp du lieutenant-colonel Descalzo, et le 6 septembre, les deux hommes se rendirent à l’École supérieure de guerre, où ils s’assurèrent de son ralliement. Ensuite, ils allèrent, à la tête d’une colonne, au régiment de grenadiers à cheval General San Martín, mirent en détention son commandant en chef, qui refusait de se rallier, et le remplacèrent par un autre officier. Une colonne fut alors constituée avec des troupes, au sein de laquelle Perón se déplaçait dans une voiture blindée et armée de quatre mitrailleuses ; ils firent mouvement sur la Casa Rosada, la trouvant envahie de civils en train de se livrer à des dépradations, et qu’ils s’employèrent à déloger pacifiquement (ibid., p. 80). Perón y restera tout au long de cette journée, assurant la sécurité, jusqu’à ce les troupes restantes fussent arrivées ; durant la nuit, il patrouilla dans les rues de Buenos Aires pour prévenir les débordements.

## Les proclamations initiales
Uriburu confia au poète Leopoldo Lugones, dont les idées politiques avaient évolué du socialisme au fascisme, le soin de rédiger la proclamation révolutionnaire, mais le brouillon n’en fut pas accepté par les conspirateurs, le colonel José María Sarobe et le général Agustín P. Justo.
Lugones dut alors la modifier, et le nouveau texte énonçait :

« […] Le gouvernement provisoire, inspiré par le bien public et démontrant les sentiments patriotiques qui l’animent, proclame son respect à la Constitution et aux lois en vigueur et son désir de revenir dès que possible à la normalité, en offrant à l’opinion publique les garanties absolues, afin que dans les plus brefs délais la Nation puisse, lors de scrutins libres, élire ses nouveaux représentants légitimes. En outre, les membres du gouvernement provisoire prennent devant le pays l’engagement d’honneur de ne présenter ni d’accepter l’auspice de leur candidature à la présidence de la République. Le gouvernement provisoire s’efforcera également de rendre la tranquillité à la société argentine, profondément perturbée par la politique de haines, favoritismes et exclusions, tenacement encouragée par le régime destitué, de sorte que lors des confrontations électorales prochaines puisse prédominer l’esprit élevé de concorde et de respect pour les idées de l’adversaire, lesquels appartiennent à la tradition de la culture et de la gentilhommerie argentines. Le gouvernement provisoire interprète le sentiment unanime de la masse d’opinion qui l’accompagne quand, dans le contexte actuel, il rend grâce à la presse sérieuse du pays pour le service que celle-ci a rendu à la cause de la République en maintenant latent, par une propagande patriotique et bien inspirée, l’esprit civique de la Nation et en provoquant la réaction populaire contre les abus de ses gouvernants. Il est confiant en ce qu’elle saura jouer à l’avenir avec la même sagacité le rôle essentiel que les événements lui réserveront, de sorte à guider vers les mêmes buts élevés les efforts civiques de l’opinion nationale.
L’armée et la marine de la Patrie, répondant à la chaleur unanime du peuple de la Nation et aux impératifs péremptoires que nous impose, en cette heure solennelle pour le destin du pays, le devoir d’Argentins, ont résolu de lever le drapeau pour intimer aux hommes qui ont, au gouvernement, trahi la confiance du peuple et de la République, l’ordre de quitter immédiatement leurs fonctions, qu’ils n’exercent plus pour le bien commun, mais pour l’assouvissement de leurs appétits personnels. Nous leur notifions catégoriquement qu’ils ne disposent plus de l’appui des forces armées, dont l’objectif primordial est de défendre l’honneur personnel, compromis par eux, et qu’il n’y aura pas dans nos rangs un seul homme qui se lèvera par devant ses camarades pour défendre une cause qui s’est transformée en honte de la Nation. Nous leur notifions encore que nous ne tolérerons pas que par des manœuvres et des communications de dernière heure ils tentent de sauver un gouvernement répudié par l’opinion publique, ou de maintenir au pouvoir les résidus du conglomérat politique occupé à étrangler la République. »

## Arrêt de la Cour suprême de justice
Sans tarder, sitôt le gouvernement investi, le général Uriburu envoya un avis à la Cour suprême de justice de la Nation, lui faisant part de la mise en place d’un gouvernement provisoire. Le tribunal suprême accusa réception de la note et, le 10 septembre 1930, rendit un arrêt, adopté à l’unanimité, qui sera à l’origine de la Doctrine des gouvernements de facto en Argentine (es), et dans lequel les juges énonçaient :

« …que ce gouvernement se trouve en possession des forces militaires et policières nécessaires à assurer la paix et l’ordre de la Nation, et, par conséquent, à protéger la liberté, la vie et la propriété des personnes, et qu’il a déclaré en outre, lors de séances publiques, qu’il maintiendra la suprématie de la Constitution et des lois fondamentales du pays dans l’exercice du pouvoir [...]. Que la présente Cour a déclaré, relativement aux fonctionnaires de facto, « que les doctrines constitutionnelle et internationale s’accordent à prêter validité à leurs actes, quels que puissent être le vice ou la déficience de leurs nominations ou de leur élection, dès lors que [ces actes] se fondent sur des raisons de police et de nécessité et qu’ils soient accomplis à l’effet de protéger le public et les individus dont les intérêts pourraient être affectés, attendu qu’il ne serait pas possible à ces derniers d’entreprendre des enquêtes ni de discuter de la légalité des désignations de fonctionnaires se trouvant dans l’apparente possession de leurs pouvoirs et fonctions [...]. Que le gouvernement provisoire qui vient de se constituer dans le pays est, par là, un gouvernement de facto dont le titre ne peut pas être judiciairement contesté avec quelque chance de succès par les personnes, dès lors qu’il exerce la fonction administrative et policière dérivée de ce qu’il est détenteur de la force [...]. Que ce nonobstant, s’il advenait que, une fois normalisée la situation, les fonctionnaires qui en font partie méconnaîtraient, dans le déploiement de l’action du gouvernement de facto, les garanties individuelles ou celles de la propriété, ou d’autres parmi celles garanties par la Constitution, l’administration judiciaire chargée de l’application de celles-ci serait amenée à les rétablir dans les mêmes conditions et avec la même portée qu’elle le ferait dans le cas d’un pouvoir exécutif de jure. »

Uriburu décida la dissolution du Congrès, proclama l’état de siège, décréta une intervention dans toutes les provinces gouvernées par le radicalisme et, dans les grandes lignes, se proposait d’instaurer un gouvernement inspiré du fascisme, régime dans lequel il voyait un exemple de paix et d’ordre et dont d’utiles leçons pouvaient être apprises.
Le 18 septembre 1930, les ambassadeurs des États-Unis et du Royaume-Uni, pays où il avait exercé comme attaché militaire, firent savoir à Uriburu que les puissances par eux représentées reconnaissaient le gouvernement provisoire.
Quoiqu’Uriburu déclarât publiquement vouloir respecter la constitution, il estimait personnellement que le pays avait besoin d’en revenir à un régime politique conservateur, préalablement à la ratification de la loi Sáenz Peña, laquelle instituait le suffrage secret pour les citoyens de sexe masculin (les femmes ne pourront voter pour la première fois qu’en 1951, à la faveur d’un amendement de la loi électorale). Dans un discours prononcé à l’École supérieure de guerre, Uriburu exprima son opposition au suffrage universel dans les termes suivants :

« Nous devons essayer de mettre en place une autorité politique qui soit une réalité, pour ne pas vivre purement de théories [...]. La démocratie fut définie par Aristote, qui dit que c’était le gouvernement par les meilleurs pour les plus éclairés. La difficulté est justement de faire en sorte que les meilleurs l’exercent. Il est difficile que cela se produise dans un pays où, comme dans le nôtre, il y a soixante pour cent d’analphabètes, car il ressort de cela, avec clarté et évidence, sans discussion possible, que ces soixante pour cent d’analphabètes sont ceux qui gouvernent le pays, attendu que dans des élections légales, ce sont eux qui forment une majorité. »

## Installation du nouveau gouvernement
Le général Justo ne voulut accepter aucune fonction dans le nouveau gouvernement, où il lui était offert d’assumer la vice-présidence. À ce poste sera nommé Enrique Santamarina (es), dirigeant du Parti conservateur, qui prêta serment aux côtés d’Uriburu le 8 septembre. Le nouveau cabinet ministériel se composait de : l’avocat Matías Sánchez Sorondo (es) (1880-1959), au poste de ministre de l’Intérieur ; Ernesto Mauricio Bosch (es) (1880-1959), diplomate, qui avait rempli la même fonction sous la présidence de Roque Sáenz Peña entre 1910 et 1914, aux Affaires étrangères ; Enrique Simón Pérez (es) (1863 - 1946), avocat, qui fut ministre des Finances de Roque Sáenz Peña, désigné au même poste ; Ernesto Padilla (es) (1873-1951), avocat appartenant à la dénommée génération du Centenario (es), qui fut législateur provincial (dans son Tucumán d’origine) puis national, et gouverneur de Tucumán, nommé à la Justice ; le général Francisco Medina, au ministère de la Guerre ; l’amiral Abel Renard (es), au ministère de la Marine ; Horacio Beccar Varela (es), qui entre autres fonctions avait été inspecteur général des sociétés anonymes, ministre de la Justice et directeur de la Caisse nationale de conversion (Caja Nacional de Conversión), à l’Agriculture ; enfin, l’ingénieur Octavio Sergio Pico (es), aux Travaux publics,,,,.
La fraction nationaliste était représentée dans le nouveau gouvernement par Carlos Ibarguren, interventeur dans la province de Córdoba, et par Roberto Laferrere, Arturo Mignaquy, Eduardo Muñiz et Enrique Torino.

## Répercussions dans la société argentine

### Dans le milieu universitaire
Le 7 septembre 1930, Alfredo Palacios démissionna de sa charge de doyen de la faculté de droit de l’université de Buenos Aires, charge qu’il exerçait depuis juillet de cette année, au motif qu’il était « contraire à la Constitution et à l’esprit démocratique qui l’inspire, de reconnaître une junte imposée par l’armée ». Dans la foulée remirent aussi leur démission les professeurs Antonio Cammarota, Jorge de la Torre, Eusebio Gómez et José Peco, ainsi que le conseiller pour les étudiants au Conseil directeur, Mariano Calvento ; en revanche, le Centre des étudiants en droit déclara ne pas se solidariser avec cette décision. Quelques professeurs d’université au contraire devaient occuper des postes dans le gouvernement militaire, notamment Atilio Dell'Oro Maini, en tant qu’interventeur dans la province de Corrientes, Pablo Calatayud, dans celle de Catamarca, Ramón Castillo dans celle de Tucumán, Dimas González Gowland dans celle de Santiago del Estero, Enrique P. Torino dans celle de Córdoba, et Clodomiro Zavalía dans celle de Buenos Aires, et enfin le ministre de l’Intérieur, Sánchez Sorondo.

### Dans le milieu syndical
Avant le 6 septembre, le dirigeant anarchiste Diego Abad de Santillán déclara dans les colonnes de La Protesta (es) qu’il s’érigerait en défenseur non de tel ou tel gouvernement, mais des libertés et conquêtes du peuple argentin et des travailleurs, dénonça par voie de presse la conspiration militaire, et alerta sur les risques qu’un coup d’État entraînerait pour les travailleurs.
Le 7 septembre, il fit la déclaration suivante :

« Nous sommes, donc, sous la dictature militaire […]. La dictature est le pire ennemi des peuples, de la pensée humaine, et, plus particulièrement, du prolétariat […]. Préconiser le désarmement des travailleurs par la passivité, c’est s’incliner devant les bottes militaires […]. Contre la dictature, il n’y a plus aujourd’hui dans le pays qu’une seule force : le prolétariat. »

— Abad de Santillana
Après que le coup d’État du 6 septembre 1930 se fut produit, « les organisations ouvrières n’étaient en général ni pour ni contre celui-ci […] ; en effet, s’il est certain que quelques syndicalistes l’appuyaient [le gouvernement d’Yrigoyen], la majorité des membres de ce mouvement et les socialistes ne voyaient aucune différence notable entre le gouvernement radical yrigoyéniste et celui des conservateurs ». La plupart des travailleurs n’avaient pas été d’accord avec la politique d’Yrigoyen, mais ne souhaitaient pas pour autant se rallier au gouvernement militaire, et les syndicats tentèrent de prémunir leurs organisations contre une possible répression en affirmant leur caractère apolitique. L’historien Julio Godio, s’interrogeant comment il était possible que le mouvement ouvrier ait pu ne pas s’aviser de la différence substantielle qu’il y avait entre le radicalisme yrigoyéniste et le bloc de droite civico-militaire, et par là tomber dans une attitude passive devant le coup d’État, imputera cela à la position simpliste consistant à qualifier l’yrigoyénisme de « démagogique », de « capitaliste », de « national-fasciste », etc.
Le coup d’État, la subséquente et immédiate mise hors la loi de la Fédération ouvrière régionale argentine (FORA) et d’autres mesures répressives eurent pour effet d’accélérer la fusion des centrales syndicales Confédération ouvrière argentine (COA) et Union syndicale argentine (USA) ― fusion en gestation depuis fort longtemps ―, pour constituer en septembre 1930 la Confédération générale du travail (CGT).

## Le projet corporatiste
Uriburu entreprit de modifier la Constitution de 1853, par les procédures prévues par celle-ci, afin que « les représentants du peuple cessent d’être rien de plus que des représentants de comités politiques, et que des ouvriers, des éleveurs, des agriculteurs, des professionnels, des industriels, etc. occupent les bancs du Congrès. »
Lugones proposa un pouvoir législatif composé exclusivement de corporations, avec 35 commissions de producteurs, une pour chaque branche, chargées de préparer les projets de loi. Le contribuable, c’est-à-dire quiconque paye des impôts, ne voterait que dans le cadre de sa corporation. Lugones proposait d’ajouter deux nouveaux pouvoirs aux trois existants, l’« universitaire » et le « militaire ».
Dès 1928, Rodolfo Irazusta avait écrit dans la revue La Nueva República qu’une « représentation fidèle » n’était concevable que s’il s’agissait d’hommes « d’une même condition sociale ou professionnelle » et élabora en mars 1931 un programme détaillé basé notamment sur le suffrage censitaire au niveau municipal, les gouverneurs de province étant en effet nommés, dans ce système, par le gouvernement central. Le pouvoir fondamental résiderait dans un sénat-corps qui nommerait le président de la Nation, et qui, outre les personnalités désignées par les provinces, comprendrait 5 généraux, 2 amiraux, un sénateur pour chaque université, tous les archevêques, le président de la Cour suprême de justice et d’autres fonctionnaires.
Les autres auteurs qui réfléchissaient sur ces projets de régime politique étaient Francisco Bedoya, Julio Meinvielle et Ernesto Palacio. Quoique les lugonistes autant que les néo-républicains justifiaient la dictature d’Uriburu comme étape préalable provisoire dans la voie vers un nouveau régime, il y avait entre eux une différence sur le point de savoir qui aurait à diriger l’État. Lugones et ses adeptes glorifiaient la hiérarchie, réservaient un rôle fondamental aux forces armées et songeaient à un chef d’État militaire charismatique, attendu que, selon Lugones, « l’autorité n’est pas […] le résultat de délibérations, mais l’imposition de la supériorité personnelle », alors que les autres estimaient que « le salut de la patrie » pouvait s’obtenir en restreignant la participation populaire dans le gouvernement et en confiant la conduite de celui-ci à une élite idéologique « choisie et réduite », qui serait appelée à s’accroître rapidement et à être opportunément suivie par « la masse ». Dans les discours d’Uriburu transparaît une forte adhésion aux positions lugoniennes.
Uriburu jura de respecter la Constitution nationale et la loi Sáenz Peña, et invita dans son discours d’investiture la population à corriger les « abus » de l’yrigoyénisme à travers les urnes. Cependant, ce discours s’explique par l’appui dont il avait eu besoin de la part du secteur « libéral » dirigé par Justo et José María Sarobe. Au fil du temps toutefois, il en revint à ses conceptions corporatistes, ainsi qu’il appert de ses discours et de ses nominations pour les postes dirigeants. Il aspirait à remplacer la Constitution et le système démocratique par un autre régime, totalement différent, dans lequel ce ne serait pas le vote individuel qui déciderait de la direction politique, mais l’opinion des corporations, en particulier des corporations patronales et des associations professionnelles, parmi lesquelles du reste les syndicats ne seraient que des acteurs de moindre importance, corporations qui au surplus devraient faire montre de pureté idéologique.
Parmi les idéologues nationalistes, Uriburu préférait Carlos Ibarguren, son cousin, catholique militant et admirateur de la droite espagnole, et qui était en outre un brillant écrivain. En revanche, il dédaigna celui qui jusque-là avait été le chef de file des nationalistes, Juan Carulla, qui inclinait davantage pour les idées de Benito Mussolini ou de Charles Maurras.
La réforme envisagée par les nationalistes avait des caractéristiques qui n’étaient pas toutes nettement définies. Il était clair en tous cas qu’une prise de distance totale vis-à-vis de la démocratie et du suffrage universel en était un élément de base, et qu’elle requérait avant tout nouveau scrutin un remaniement draconien des règles du jeu politique.
Les discours insistaient incessamment sur la nécessité de rétablir l’ordre, la propriété privée et les hiérarchies. Cependant, à la différence des fascismes européens, la droite argentine considérait que la clef du système politique qu’elle préconisait devait être l’armée, et non les organisations paramilitaires.
Uriburu proposa la fondation d’un Parti national, auquel se rallieraient les autres partis, à l’exclusion toutefois du radicalisme yrigoyéniste et, peut-être, du Parti socialiste. L’invitation fut rejetée par tous, abstraction faite de quelques groupes conservateurs. Uriburu s’enhardit à convoquer des élections pour désigner le gouverneur de Buenos Aires, escomptant pouvoir présenter une candidature unique du Parti national face aux radicaux ; lorsque son dessein eut échoué, il ne lui fut plus possible de se rétracter.

## Politique économique et du travail
La chute de l’activité économique survenue en 1930 porta nombre de chefs d’entreprise à licencier des travailleurs. La CGT, ayant proclamé dans sa déclaration de principe du 27 septembre 1930 son caractère apolitique, put dès lors se concentrer sur la défense de la classe ouvrière, en requérant le gouvernement militaire de stimuler l’emploi par des investissements publics, d’adopter de nouvelles lois de protection sociale et de mettre en œuvre celles déjà existantes,.
Le gouvernement nomma à la tête du Département national du travail Eduardo F. Maglione, qui, en même temps qu’il tenta de réfréner les mesures patronales contre les syndicats, œuvra à la création de corporations comprenant, par branche d’industrie, les corporations patronales et de travailleurs. En vue de ces objectifs, il favorisa la judiciarisation de l’application des lois sociales, en particulier celles relatives à la journée de travail et au repos dominical dans la Capitale fédérale, cette dernière étant en effet la juridiction dans laquelle il détenait le pouvoir de police en ces matières. En outre, il convoqua pour mars 1931 un Congrès national des départements du travail tant de la Nation que des provinces,.
À la suite des élections d'avril 1931, Maglione fut remplacé en mai de cette même année par le lieutenant-colonel Carlos Güiraldes, membre de la Légion civique argentine, qui fera porter l’accent sur la répression syndicale ; le projet corporatiste, auquel la CGT s’était opposée, fut abandonné,.
D’autre part, le gouvernement prit un certain nombre de mesures de protection de l’industrie locale, imposant des taxes à l’importation pour, entre autres, les produits textiles, les chaussures, les plantes aromatiques et le sucre — mesures qui susciteront les critiques de la part tant de la CGT que du Parti socialiste, qui défendaient traditionnellement un point de vue libre-échangiste, mais recueilleront les louanges de l’Union industrielle argentine,. Le syndicat de cheminots Union ferroviaire fit valoir que, sous l’angle de vue ouvrier, limiter l’importation de plantes aromatiques n’était pas à l’avantage des travailleurs occupés dans cette industrie dans le pays, mais aux rares négociants détenteurs du privilège de les importer et de les commercialiser, et dénonça qu’en ce qui concerne la chaussure, le protectionnisme n'avait eu d’autre effet que d’augmenter les gains des patrons.
Une autre mesure gouvernementale fut celle tendant à donner la préférence à l’embauche de citoyens argentins pour les travaux de construction des voies de chemin de fer vers Córdoba et Bahía Blanca, à obliger les ouvriers et employés des chemins de fer à acquérir une carte de citoyenneté, et à restreindre l'arrivée d’immigrants d'outremer. Dans le but d’équilibrer le budget de l’État, il fut décidé de licencier des fonctionnaires et de réduire leurs rémunérations, d’appliquer de nouvelles taxes sur le tabac, les allumettes, l’essence et la rente, et rehausser les tarifs de la poste et du télégraphe. Le premier recensement des chômeurs fournit un chiffre de 333 997 sans-emploi dans tout le pays, dont 87 223 dans la seule Capitale fédérale. Toujours sur le plan économique, le pays subit aussi les contrecoups de la Grande Dépression, à savoir une forte baisse des recettes de l’État, la chute de la consommation, et la hausse du chômage.

## Autres aspects de la politique gouvernementale
Le nouveau gouvernement décréta l’état de siège et la loi martiale, et réprima les secteurs opposant la plus forte résistance : dirigeants de la Fédération universitaire argentine, radicaux yrigoyénistes, communistes et anarchistes. Plusieurs centaines d’individus furent expulsés du pays en application de la loi de Résidence, et des milliers de personnes appartenant à ces secteurs furent mis en détention et torturés ; pour les besoins de cette politique, le nouveau pouvoir mit en place un régime répressif incluant pour la première fois l’usage systématique de la torture contre les opposants, par le biais de la Section de l’ordre politique de la Police fédérale argentine, sous le commandement du fils de Leopoldo Lugones. En outre, il fit exécuter clandestinement, ou à l’issue de parodies de jugement, des militants de l’anarchisme « expropriateur », dont Severino Di Giovanni, Gregorio Galeano, José Gatti, Joaquín Penina, Paulino Scarfó et Jorge Tamayo Gavilán.
Le gouvernement fit d’autre part incarcérer plusieurs dirigeants politiques, parmi lesquels l’ancien président Hipólito Yrigoyen, instaura la censure des journaux, et mit les universités sous sa tutelle directe, annulant le régime d’autonomie et de co-gouvernance instaurée par la réforme universitaire de 1918. Le coup d’État une fois consommé, la flamboyante CGT et le Parti socialiste adoptèrent une attitude de complaisance face au régime militaire. La priorité de la première sera dorénavant de préserver la sphère de légalité syndicale et d’obtenir des mesures propres à pallier les effets de la crise économique sur les travailleurs, et celle du second, de réaliser un prompt retour au régime constitutionnel.
En mars 1931, Uriburu accueillit Édouard VIII, prince de Galles et héritier du trône britannique, aux côtés de qui il visita Campo de Mayo, l’Hippodrome national et la station balnéaire de Mar del Plata, et inaugura l’Exposition britannique des arts et industries qui allait se tenir sur le terrain de la Société rurale argentine à Buenos Aires.

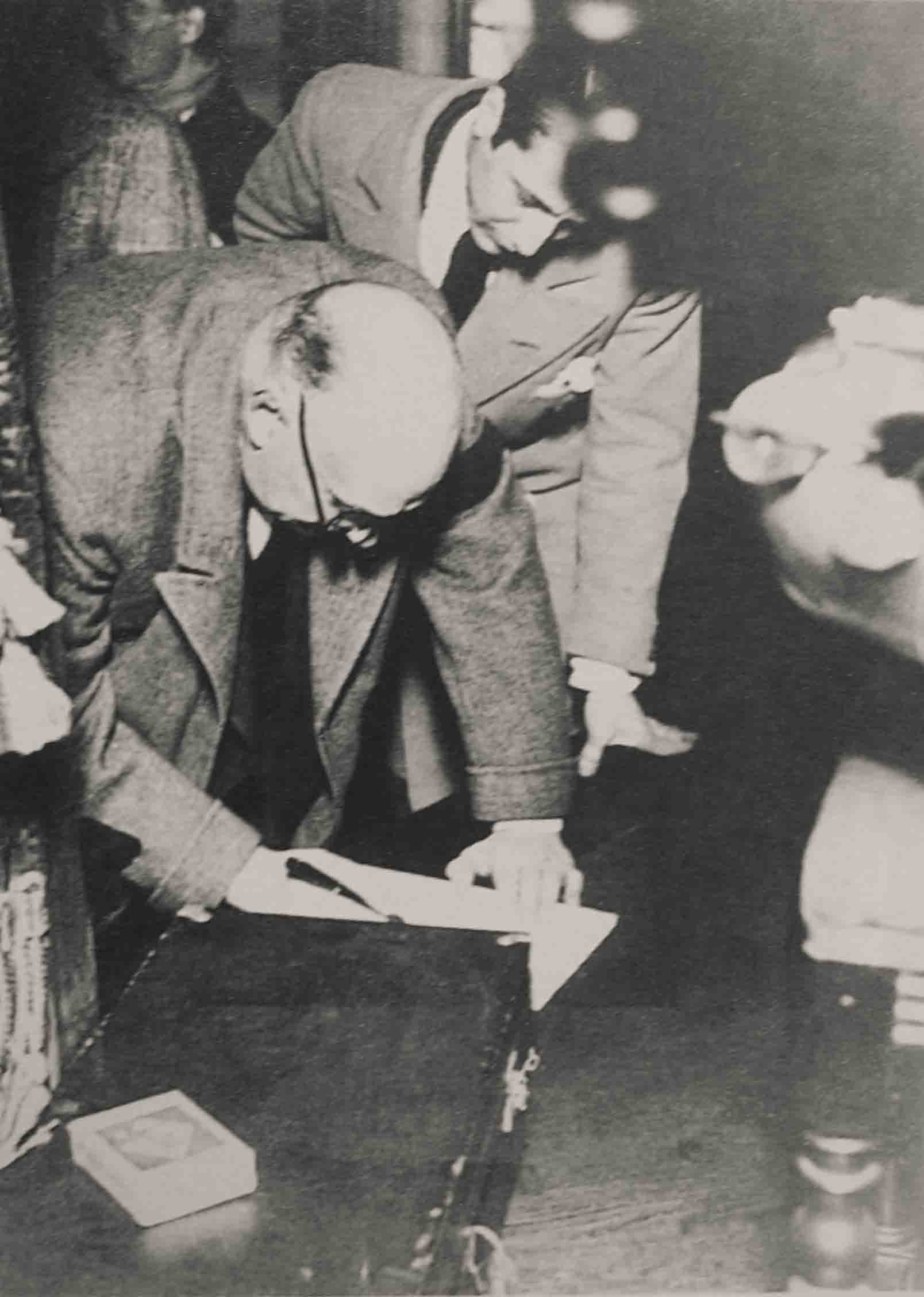
Alvear rédigeant le manifeste avant son départ en exil de 1931.

## Issue électorale

### Élections du 5 avril 1931
S’étant avisé de ce que la plupart des forces politiques qui avaient appuyé le coup d’État se rejoignaient tous, nonobstant leur hétérogénéité, dans le rejet de son projet corporatiste et que, de surcroît, il manquait de soutien dans une fraction majoritaire des officiers des forces armées, Uriburu chercha une issue électorale, selon un plan conçu par Sánchez Sorondo. Son idée consistait à organiser des élections provinciales échelonnées, dans la présupposition que les résultats lui seraient favorables et vaudraient en quelque sorte plébiscite lui permettant ensuite de mettre en œuvre la réforme constitutionnelle nécessaire à son projet corporatiste.
Début 1931, il convoqua des élections dans la province de Buenos Aires, qui se tinrent le 5 avril. Le radicalisme se trouvait alors désorganisé et divisé ; à la mi-mars, l’on parvint néanmoins à réunir la Convention provinciale. Fernando Saguier, Roberto Marcelino Ortiz, Vicente Gallo, Carlos Noel et José P. Tamborini téléphonèrent à Paris pour avertir Alvear qu’ils voteraient sur son nom lors de cette Convention provinciale ; cependant les délégués élurent pour leurs candidats Honorio Pueyrredón et Mario Guido.
Aux élections du 5 avril, les candidats radicaux obtinrent 218 783 voix, les conservateurs 187 734, et les socialistes 41 573, de sorte que, n’ayant pas remporté de majorité absolue au collège électoral provincial appelé à élire le gouverneur, les radicaux durent négocier avec les socialistes pour voir un des leurs élu à ce poste.

### Crise au sein du gouvernement
Le résultat électoral provoqua une crise ministérielle ; Octavio Sergio Pico passa au ministère de l’Intérieur, pour suppléer Sánchez Sorondo, démissionnaire, Enrique Uriburu fut nommé à la tête du ministère des Finances, Guillermo Rothe à la tête de celui de la Justice et de l’Instruction publique, David Arias à l’Agriculture, Pablo Calatayud aux Travaux publics, et Carlos G. Daireaux à la Marine. Sans tarder, le 17 avril, Pico convoqua les représentants de tous les partis, hormis les radicaux yrigoyénistes, afin de mettre sur pied une coalition apte à empêcher le retour au pouvoir des « personnalistes ». La proposition visait clairement à faire accepter par la coalition la candidature du général Justo, qui, pour s’affranchir d’un gouvernement en déclin, avait le 25 septembre 1930 démissionné à titre provisoire de son poste de commandant en chef de l’armée et demandé que l’on enquêtât sur les accusations de malversation formulées à son encontre.

### Appel à des élections générales
Le 11 avril 1931, Marcelo Torcuato de Alvear s’embarqua pour Buenos Aires, où il mit pied à terre le 25 avril et fut accueilli dans le port par quelque 6 000 personnes, parmi lesquelles le général Justo et un aide de camp, à titre de représentants du président de facto José Félix Uriburu. Alvear s’employa alors à unifier le radicalisme autour de sa personne, sans égard à la demande de Justo et d’Uriburu d’appuyer leurs projets politiques. Dans un premier temps, Alvear tenta un rapprochement avec le gouvernement, dans la perspective d’une issue électorale à l’impasse politique — l’amitié entre Alvear et Uriburu datait de l’époque des révolutions radicales de la fin du XIXe siècle —, mais lorsqu’Uriburu lui eut fait comprendre qu’il pourrait une nouvelle fois accéder à la présidence moyennant qu’il lui garantît que des yrigoyénistes ne figureraient pas sur ses listes, Alvear déclina la proposition. Le 4 mai, l’interventeur fédéral dans la province de Buenos Aires, Carlos Meyer Pellegrini, fut remplacé par Mariano Vedia (fils de Mariano de Vedia y Mitre), avec la fonction de « délégué », mais fut à son tour remplacé le 12 mai par Manuel Ramón Alvarado, comme interventeur fédéral. Dans l’intérim, le 8 mai, Uriburu suspendit l’appel au collège électoral provincial et convoqua pour le 8 novembre des élections pour le congrès national.
Le 16 mai 1931 apparut le Manifiesto del City, par lequel le radicalisme de tout le pays était convoqué à une réorganisation « dignement fortifiée dans l’adversité ». Le 28 de ce même mois, on instaura la Junta del City composée d’Alvear, Adolfo Güemes, Enrique Mosca, Julio Borda et Obdulio Siri, pour suppléer le Comité national, dissous en pratique à la suite du coup d’État. Tandis qu’Hipólito Yrigoyen était toujours retenu prisonnier, les radicaux rouvraient leurs comités. Le 5 juin, le gouvernement leva la loi martiale.
Le 20 juillet 1931 éclata une révolution dans la province de Corrientes, dirigée par le lieutenant-colonel Gregorio Pomar ; bien que promptement réprimée, elle fournit à Uriburu le prétexte qu’il cherchait : il fit fermer tous les locaux de l’UCR, mit en état d’arrestation des douzaines de dirigeants et le 25 juillet fit savoir que le parti radical ne pouvait pas présenter de listes de candidats et expulsa du pays les principaux chefs du radicalisme réorganisé : Alvear, Tamborini, Pueyrredón et Noel. De plus, il suspendit les élections de gouverneurs prévues dans les provinces de Córdoba et de Santa Fe. Le 28 juillet 1931 à 10 heures du soir, l’ancien président Alvear s’embarqua de nouveau pour l’exil, après avoir rédigé la veille un manifeste, qu’il fallut diffuser clandestinement, sa publication ayant été interdite par la dictature. On y relève le passage suivant :

« Je contemple de loin, sur le navire qui m’éloigne, la ville natale où se dressent les statues de mes ancêtres. Elle me portait à raison au respect de toutes les classes sociales, car je sus les gouverner dans la légalité, l’ordre et avec prudence. Ce sont des mains crispées qui m’arrachent à son sein. »

— Alvear, 1931.
Le 31 juillet 1931, les forces conservatrices fondèrent le Parti démocrate national. Le 5 août, Alvear publia un violent manifeste, daté du 28 juillet, qui parut dans tous les journaux conjointement avec une réplique d’Uriburu. Alvear y dénonçait la « brutale dictature », caractérisée par la torture des prisonniers politiques et par l’annulation et la suspension de scrutins, et l’accusa d’avoir corrompu l’armée. L’historien Rouquié affirme que le général Justo mit à profit cette polémique pour mettre en avant son passé de ministre d’un gouvernement radical et se présenter devant les classes moyennes civiles et militaires, non comme le candidat des conservateurs, mais comme représentant d’un radicalisme « respectable et de bonne société ». Le 1er août 1931, un groupe de radicaux antipersonnalistes emmenés par Eduardo Laurencena lança le binôme présidentiel Justo-Laurencena, et le 28 août, le gouvernement élargit la portée du scrutin prévu pour le 8 novembre en y incluant également l’élection du président et du vice-président de la Nation.
Entre le 10 et le 11 septembre, la convention radicale antipersonnaliste confirma le binôme Justo-Laurencena, mais, après la démission de ce dernier, le remplaça par José Nicolás Matienzo. Pour sa part, le Parti démocrate national et le Parti socialiste indépendant proclamèrent les candidatures de Justo et de Julio Argentino Pascual Roca, donnant naissance à l’alliance politique dénommée Concordancia. Justo se présentait ainsi aux suffrages dans deux tickets différents, dans l’un accompagné de Matienzo, dans l’autre de Roca.
Le PDP engagea une alliance avec le socialisme sous le nom d’Alliance démocrate-socialiste, et se présenta aux élections avec un binôme dirigé par Lisandro de la Torre, dont le second terme était le socialiste Nicolás Repetto.
Vu l’absence d’Alvear et de Güemes (qui était vice-président et avait plongé dans la clandestinité pour ne pas être emprisonné), Vicente Gallo prit la direction de l’UCR. Peu après, Güemes fit sa réapparition, mais Gallo refusa de se désister. Après cet épisode, la quasi totalité du comité directeur de la Junta remit sa démission, à la suite de quoi le corps décida de conférer des fonctions exécutives à Güemes, Gallo, Saguier, Juan O'Farrel, Mosca, Aramburu, Borda et Noel. La candidature d’Alvear plus Güemes reçut l’approbation des radicaux, mais cette approbation faisait l’impasse sur le fait qu’Alvear n’accepterait pas une telle candidature que ne se fût d’abord réunie la convention nationale de l’UCR. La convention eut finalement lieu le 25 septembre et reconstitua le Comité national. Alvear fut élu président et Saguier renonça à ses ambitions pour laisser la candidature à Güemes. La Convention nationale, présidée par Benjamín Zorrilla, approuva cette plate-forme électorale, qui sortit ensuite victorieuse du vote des membres. Cependant, dans une communication téléphonique de Rio de Janeiro, Alvear décida de renoncer à la candidature pour deux raisons : d’abord parce que la possibilité existait que sa candidature fût annulée au motif qu’une période présidentielle complète ne s’était pas écoulée depuis sa propre présidence, et ensuite parce qu’il jugeait opportun de procéder à un renouvellement du personnel politique. Devant les instances des radicaux, qui considéraient qu’il était la seule personnalité capable de forger l’union du parti, Alvear finit par accepter la candidature et voyagea le 8 octobre à Montevideo. Quatre jours après, la Convention nationale se réunit à nouveau, où l’on donna lecture de la démission d’Alvear et de Güemes. Deux jours après, la Convention nationale rejeta les démissions, déclara « dépourvue de valeur légale » l’annulation des élections du 5 avril 1931, et autorisa le Comité directeur de ne pas participer aux élections du 8 novembre 1931 au cas où les mesures d’hostilité à l’égard du radicalisme seraient maintenues.
Le 6 octobre, le gouvernement invalida les candidatures d’Alvear et Güemes en arguant de leur relation avec le régime yrigoyéniste. Le 8 octobre, il annula le scrutin du 5 avril dans la province de Buenos Aires. Le 27 octobre, l’UCR décida son abstention absolue et le 29 octobre, la Commission électorale rejeta la demande d’officialisation de son binôme que l’UCR avait déposée le 23, en alléguant qu’elle n’avait pas compétence à ce faire.
Le 8 novembre se tinrent les élections presidentielles, qui virent la victoire de la Concordancia avec 607 765 voix, soit 43,26% des votants ; ce résultat lui valut 237 grands électeurs, qui formeront une majorité au sein du Collège électoral et voteront en faveur de Justo-Roca. Ces derniers accéderont à leur poste le 20 février 1932. Sánchez Sorondo considéra, dans un article publié en 1958, que l’annulation du scrutin du 5 avril 1931 et l’interdiction faite ensuite au radicalisme de présenter des candidats ont constitué de graves erreurs institutionnelles de nature à ôter toute légitimité à l’élection d’Agustín P. Justo.

## Célébration de l’anniversaire du coup d’État
Les anniversaires du coup d’État étaient pour ses protagonistes ou sympathisants l’occasion d’organiser des cérémonies publiques. La dernière de ces occasions se présenta en 1943, quand, justement, le gouvernement du dictateur Pedro Pablo Ramírez rendit officielle cette célébration.

## Corrélats
- Décennie infâme